# Boliviansk chinchillamus
Boliviansk chinchillamus (Chinchillula sahamae) är en däggdjursart som beskrevs av Thomas 1898. Chinchillula sahamae är ensam i släktet Chinchillula som ingår i familjen hamsterartade gnagare. IUCN kategoriserar arten globalt som livskraftig. Inga underarter finns listade.
Denna gnagare förekommer i Anderna i västra Bolivia, södra Peru och norra Chile. Arten vistas vanligen mellan 3500 och 4800 meter över havet. Habitatet utgörs av klippiga bergsområden med några buskar eller annan glest fördelad vegetation. Individerna är aktiva på natten och äter främst växtdelar samt några insekter. Ibland lever de ihop med bergsviscachor (Lagidium). Parningen sker vid slutet av den torra perioden (oktober/november).
Individerna når en kroppslängd (huvud och bål) av 12 till 18 cm och en svanslängd av 9 till 12 cm. Vikten varierar mellan 125 och 185 gram. Pälsen på ovansidan är brun- eller gråaktig med flera svarta hår inblandade. Vid några ställen blir pälsen svartaktig på grund av de många svarta håren. Undersidan är tydlig avgränsad med vit päls förutom ett svart band över bröstet. Även svansen är täckt med hår. Arten har ganska stora öron.